# Xã Ryno, Quận Custer, Nebraska
Xã Ryno (tiếng Anh: Ryno Township) là một xã thuộc quận Custer, tiểu bang Nebraska, Hoa Kỳ. Năm 2010, dân số của xã này là 93 người.